# Ivan Mikhaïlovitch Dolgorouki
Pour les articles homonymes, voir Dolgorouki.
Ivan Mikhaïlovitch Dolgorouki, né en 1764, mort en 1823, est un poète russe.
Il a composé des odes, des épîtres philosophiques et des satires. Ses œuvres parurent à Moscou en 1819 sous ce titre : État de mon âme, ou Poésies du prince J. M. Dolgorouki.

## Source
Cet article comprend des extraits du Dictionnaire Bouillet. Il est possible de supprimer cette indication, si le texte reflète le savoir actuel sur ce thème, si les sources sont citées, s'il satisfait aux exigences linguistiques actuelles et s'il ne contient pas de propos qui vont à l'encontre des règles de neutralité de Wikipédia.